# Juanita M. Kreps

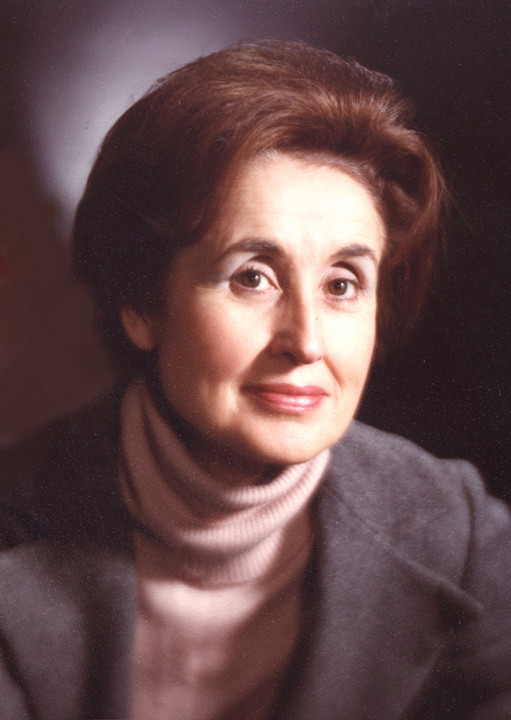
Juanita M. Kreps

Juanita Morris Kreps (* 11. Januar 1921 in Lynch, Harlan County, Kentucky; † 5. Juli 2010 in Durham, North Carolina) war eine US-amerikanische Wirtschaftswissenschaftlerin und Politikerin, die dem Kabinett Carter als Handelsministerin angehörte.

## Leben
Kreps machte 1942 ihren Abschluss am College von Berea, ehe sie sich an der Duke University in North Carolina einschrieb. Dort graduierte sie 1944 als Master sowie 1948 als Ph.D. in Wirtschaftswissenschaften und gehörte der akademischen Gemeinschaft Phi Beta Kappa an.
Als Spezialistin für arbeitsdemografische Studien war sie in der Folge Dozentin an der Denison University in Ohio, dem Hofstra College auf Long Island, dem Queens College in New York City und schließlich wieder der Duke University. Dort stieg sie innerhalb der Hierarchie auf und brachte es letztlich zur ersten Frau auf dem Posten des Vizepräsidenten dieser Universität. Später war sie auch das erste weibliche Mitglied im Leitungsgremium der Wertpapierbörse von New York.
1976 erhielt Juanita Kreps den North Carolina Award. Die höchste Ehrung des Bundesstaates wurde ihr für ihre Arbeit im öffentlichen Dienst und ihre 20 Ehrendoktortitel zuerkannt. Nach dem Sieg der Demokraten bei der Präsidentschaftswahl im selben Jahr berief der neue Präsident Jimmy Carter sie als Handelsministerin in sein Kabinett. Sie war die erste Frau in diesem Amt und verblieb dort vom 23. Januar 1977 bis zum 31. Oktober 1979. 1988 wurde sie in die American Academy of Arts and Sciences gewählt.
Juanita Kreps war seit 1944 mit Clifton H. Kreps jr. (1920–2000), einem Professor an der University of North Carolina, verheiratet. Sie war Mutter von drei Kindern.